# Company of London Merchants
Die Company of London Merchants (engl. für „Gesellschaft Londoner Händler“) war eine englische Handelskompanie, welche von Ende 1651 an bis Ende März 1663 existiert hat. In dieser Zeit besaß die Gesellschaft das staatliche Monopolprivileg für den englischen Handel an der westafrikanischen Küste mit einem Gültigkeitsbereich, der sich, anders als bei der Vorgängergesellschaft, jetzt jedoch nur noch auf den Küstenabschnitt von der Küste von Sierra Leone bis nach Kormantin auf der Goldküste beschränkte. 

## Gründung
Die Company of London Merchants ging aus der Company of Merchants Trading to Guinea hervor, die seit 1631 mit königlichem Monopolprivileg den englischen Westafrikahandel betrieben hatte. Im Zuge der politischen Unruhen in England Ende der 1630er und dem daraus resultierenden Ausbruch des Englischen Bürgerkrieges sah sich der bisherige Initiator und Hauptakteur der Company, Nicholas Crispe, nach seinem Ausschluss aus dem englischen Parlament, der aufgrund seiner royalistischen Sympathien und wegen monopolistischen Verhaltens erfolgte, gezwungen, an die Seite von König Charles I. von England zu flüchten. Unter dem militärischen Schutz eines königlichen Geschwaders konnte zunächst der Westafrikahandel der Company weiter bewerkstelligt werden, trotz des massiven Widerstands einer parlamentstreuen Gegenpartei, die zunehmend die Dominanz auf den Gewässern um England erlangte. Crispe bedankte sich im Gegenzug beim König mit beträchtlichen finanziellen Hilfen. Als am 31. Januar 1649 schließlich Charles I. hingerichtet wurde, erhob sich im Parlament u. a. auch die Frage nach der Weiterführung des Westafrikahandels. 
In Verbindung mit mehreren Missbrauchsvorwürfen bezüglich des Monopolpatents, die sich unter anderem auch gegen frühere Company-Mitglieder richteten, übergab das damals zuständige Gericht nach eingehender Untersuchung der Rechtslage die Angelegenheit an das Committee of Trade des Parlaments zur näheren Begutachtung und Entscheidung in Verbindung mit einer Beurteilung über die weitere Fortsetzung des Afrikahandels, was insbesondere mit Hinblick auf einen bevorstehenden Krieg mit Holland geschah. Noch im selben Jahr 1651 legte das Committee of Trade seinen Bericht vor und empfahl abschließend, dass trotz der vielen Schwierigkeiten im Afrikahandel das königliche Monopol dennoch aufrechterhalten werden solle. Daraufhin bestätigte man seitens des Parlaments das Monopol für die Company für weitere 14 Jahre, die allerdings hierfür einen neuen Namen erhielt: „Company of London Merchants“.
Bei dieser Umwandlung wurden die bisherigen Führungspersönlichkeiten der alten Company, wie John Wood, Maurice Thompson, Rawland Wilson und Thomas Walter, auch in der neuen Company in ihren bisherigen Positionen bestätigt. Kurz darauf war auch der Kopf der einst so bekämpften englischen Schleichhändler, Samuel Vassal, gegen den die Company noch im Jahre 1651 einen Prozess geführt hatte, Teilhaber der Company, ebenso wie ein Thomas Chamberlain und John Frederick. Sir Nicholas Crispe war zwar von den Geschäften der Company nach wie vor ausgeschlossen, aber er wurde dennoch aufgrund seiner früheren, sehr beträchtlichen Aufwendungen für die Company theoretisch immer noch an deren Spitze stehend geführt. Allerdings betonte man in diesem Zusammenhang, dass die Empfänger der Originalpatente von 1631 alle ihre Interessen zugunsten von John Wood und seinen Partnern aufgegeben hätten.
Die neugegründete Company trat mit dem erklärten Ziel an:
a) den englischen Afrikahandel wieder zu beleben,
b) die Beziehungen mit den Holländern neu zu regeln und auf eine nichtkriegerische Basis zu stellen und
c) die Suche nach Gold wiederaufzunehmen, bezüglich derer man sich verpflichtete, in den
folgenden drei Jahren eine Menge von mindestens 10.000 £ für England zu erbringen.
Ein etwaiger Sklavenhandel wurde in den Gründungspapieren mit keinem Wort erwähnt, und dies ganz bewusst, denn im damaligen puritanischen England war ein solcher ohnehin äußerst unpopulär. Dennoch war er in die Interessen der neuen Company durchaus mit einbezogen.

## Erster Englisch-Niederländischer Seekrieg und die Goldküste
Im Jahre 1650 verabschiedete das englische Parlament seine berühmte Navigationsakte, die in einer Fassung vom 9. Oktober 1651 noch einmal novelliert wurde. Als Reaktion hierauf bricht der Erste Englisch-Niederländische Krieg aus.
Obwohl sich auf der Goldküste Engländer und Holländer direkt gegenüberstanden, blieb es hier ruhig dank einer denkwürdigen Übereinkunft, die am 6. Januar 1653 zwischen dem englischen Gouverneur, George Middleton, und dem holländischen Generaldirektor, Jacob Ruijghaver, getroffen wurde. In dieser versprachen beide Seiten, die jeweils andere Seite nicht anzugreifen, sofern hierzu nicht ein ausdrücklicher Befehl von der jeweiligen Heimatregierung käme. Im Falle eines Angriffsbefehls wolle aber jede Seite der anderen Seite eine Frist von zehn Tagen zugestehen, um sich auf Kampfhandlungen vorzubereiten. Im Falle des Ausbleibens irgendwelcher Direktiven aus Europa wolle man sich aber gegenseitig, so die Übereinkunft, den freien Handel auf der Guineaküste gestatten.
Auch die einheimischen Herrscher auf der Goldküste versuchten, die Kriegsverhältnisse in Europa für sich auszunutzen, war es in dieser Zeit doch relativ einfach und auch billig, europäische Feuerwaffen zu erwerben unter der Versicherung für den Fall, dass es doch zu Kampfhandlungen kommen sollte, die einheimischen Verbündeten der jeweils anderen Seite, die auch ihre Feinde seien, mit Waffengewalt anzugreifen. 
So kam es im Oktober 1652 zu einem großen gemeinsamen Treffen aller Könige und Häuptlinge von „Accania“, an dem auch Abgesandte der Holländer und ihrer Verbündeten teilnahmen. Es heißt, der König von Fetu sei auf diesem Treffen mit ca. 300 bis 400 Mann erschienen, die allesamt mit europäischen Musketen ausgerüstet waren.
Auch kauften Anfang 1653 einige „Akany“-Händler aus dem Küstenhinterland von den Holländern in Elmina größere Mengen Schießpulver in Vorbereitung eines Krieges mit den Fantis, die als Verbündete der Engländer galten. Zur gleichen Zeit sollen auch „Akany“-Händler aus Küstenstädten wie Annamaboe, Adja und Kormantin bei den Etsi erschienen sein, um hier um personelle Unterstützung für den von ihnen vorbereiteten Fanti-Krieg zu bitten, sowie auch um Musketenkugeln und Schießpulver. Die Etsi hatten europäische Feuerwaffen aller Wahrscheinlichkeit nach zuvor von den Engländern erhalten.
Der Erste Englisch-Niederländische Krieg endete mit dem Frieden zu Westminster am 15. April 1654.

## Verpachtung
Aufgrund von Geldschwierigkeiten verpachtete im Jahre 1657 die Company of London Merchants ihre sämtlichen Handels- und Vermögensrechte in Westafrika für die restliche Gültigkeitsdauer des Monopolpatents an die englische East India Company.

## Restauration der Monarchie in England
Auch nach der Hinrichtung von König Charles I. 1649 war Nicholas Crispe, trotz aller Plünderungen, Konfiszierungen und Schikanen ein glühender Royalist geblieben, und so verwundert es nicht, dass er alles in seiner Macht stehende unternahm, die angestrebte Wiedereinführung der Monarchie in England zu unterstützen. So war Crispe einer der Mitunterzeichner der Deklaration der Londoner Royalisten für die Unterstützung des Generals Monck vom 24. April 1660 und er war auch Mitglied jener vom Parlament ausgesandten Delegation, die im April 1660 nach Breda reiste, um den früheren Prinzen Charles zur Rückkehr nach England unter Zusicherung einer Restauration der Königswürde zu überreden. Crispe erhoffte sich dadurch insbesondere einen Wiedereinstieg in sein früheres Afrikageschäft oder, wenn nicht, so doch zumindest eine gewisse Kompensation für seine früheren Aufwendungen erhalten zu können.

## Zwei Monopolgesellschaften nebeneinander
Dem Ansinnen Crispes stand jedoch entgegen, dass das Monopolpatent bezüglich des Westafrikahandels bis zum Auslaufen im Dezember 1664 Rechtsgültigkeit besaß. Crispe wurde zwar 1660 in seine Position als Direktor der Company of London Merchants wiedereingesetzt, aber als solcher wurde er lediglich offiziell als „Vermieter“ anerkannt, irgendwelche Rechte ergaben sich aus dieser Position allerdings für ihn nicht.
Die Situation verkomplizierte sich zudem noch, als Charles II., als neuer König von England, am 18. Dezember 1660 verfügte, dass das Monopolpatent von 1631 mit seinem Auslaufen nicht mehr verlängert werden solle und er gleichzeitig ein neues Monopolpatent an die kurz zuvor gegründete Company of Royal Adventurers trading to Africa ausstellte. Letztere war insbesondere auf Betreiben seines Bruders James und einiger seiner Freunde ins Leben gerufen worden, um den westafrikanischen Goldhandel für sich ausbeuten zu können.
Allerdings war rechtlich gesehen das neue Patent nur sehr eingeschränkt wirksam, solange das alte Patent noch nicht ausgelaufen war. Um ernsthafte Konflikte zu vermeiden, wie sie aus der Anomalie zweier im selben Konzessionsgebiet operierender Monopolgesellschaften früher oder später erwachsen würden, einigte man sich auf den Kompromiss, dass die neugegründete Gesellschaft zunächst ihre Aktivitäten auf die Region der Gambia-Mündung beschränkte, bis eine andere Lösung gefunden sei. Bis in das Jahr 1662 hinein fanden daraufhin Verhandlungen zwischen der Company of Royal Adventurers und der East India Company statt. Das Ergebnis der Verhandlungen war, dass die East India Company am 25. März 1663 alle ihre Rechte am Westafrikahandel an den früheren Inhaber des Monopolpatents abtrat.

## Situation auf der Goldküste
Was die Goldküste anbelangte, so hatte die Vertreibung der Holländer aus Carolusburg Ende 1659 oder Anfang 1660 jedoch den Effekt, dass diese nun eine Seeblockade der gesamten Goldküste zwischen Kommendah und Kormantin errichteten, was sich vor allem sehr zum Leidwesen der Engländer auswirkte. Mehrere ihrer Schiffe wurden von den Holländern gekapert bzw. von der Küste weggetrieben. Allein im Zeitraum 1661/1662 wurden sechs englische Schiffe vor der Goldküste von Holländern gekapert und aufgebracht. Dies veranlasste die Direktoren der neugegründeten Company of Royal Adventurers of England trading to Africa den König um Hilfe und Schutz für ihren Handel zu ersuchen, der daraufhin ein Geschwader unter dem Kommando von Admiral Holmes mit entsprechenden Instruktionen an die Guineaküste entsandte.

## Neuanfang
Im Januar 1663 wurde schließlich seitens des Königs der alten Gesellschaft das Monopolpatent entzogen und in Verbindung mit einer Umbildung und Neustrukturierung der neugegründeten Company of Royal Adventurers Trading to Africa für Letztere ein neues Patent ausgestellt. Die Company of London Merchants existierte zwar offiziell noch so lange weiter, wie die East India Company ihre gepachteten Rechte wahrnahm, aber nach der Abtretung dieser am 25. März 1663 an die früheren Patentinhaber wurden diese sofort an die neugegründete Company übertragen. Die Company of London Merchants hörte damit auf zu existieren.
Trotz massiver persönlicher Rückschläge und Enttäuschungen während und nach dem Bürgerkrieg hatte Sir Nicholas Crispe als Initiator und Pionier des englischen Goldküstenhandels jedoch immer noch genug Energie in sich, einen Neuanfang zu wagen und seine bisherigen Verluste durch einen Wiedereinstieg in den Westafrikahandel zu beschneiden. So verwundert es nicht, dass er Anteile an der neuen Company in Höhe von 2000 Pfund Sterling zeichnete. Schon bald gehörte Crispe wieder zu der Führungsriege in der Company, wenngleich auch nicht in Gestalt einer dominierenden Figur.